# Крансекаґе
Крансекаґе (дан.: kransekage) або крансекаке (нор.: kransekake) — традиційний данський і норвезький кондитерський виріб, який у Скандинавії часто їдять в особливих випадках. У перекладі ця назва означає торт-вінок. У Норвегії його також називають tårnkake (українською: торт-вежа) і часто готується на святкування Дня Конституції, Різдва, весілля та хрещення. У Данії його зазвичай їдять під час святкування Нового року, тоді як варіація торта overflødighedshorn, традиційно подається на весілля та хрестини.
Походження крансекаґе можна простежити до XVIII століття, де його вперше створив пекар у Копенгагені.  Ті самі інгредієнти використовуються для приготування святкового шведського тіста крокан.

## Приготування
Крансекаге має форму серії концентричних кілець торта, накладених одне на одне, щоб утворити крутий конус (часто 18 або більше шарів), склеєних білою глазур'ю. Кільця для торта крансекаґе виготовляються з мигдалю, цукру та яєчних білків. Ідеальний крансекаґе твердий на дотик, але м'який і приємний на жування.

## Подача
Цей кондитерський виріб подають, відокремлюючи окремі кільця та розламуючи їх на більш дрібні шматочки. Останніми роками при масовому виробництві крансекаґе продається цілий рік у формі десертних батончиків. Масове виробництво крансекаґе доступне в магазинах у період Різдва та перед новорічною ніччю.
Однією з культурних традицій є те, що наречений і наречена піднімають верхній шар торта на своєму весіллі. Кажуть, що кількість кілець для торта, які прилипнуть до верхнього, коли вони його підняли, є кількістю дітей, які народяться у пари.
Найвищий крансекаґе у світі був випечений у 2006 році супермаркетом Coop в Осло на святкуванні свого 100-річчя. Торт був висотою 13,17 метра, виготовлений із понад 700 кілограмів тіста.

## Варіації
Оригінальний варіант, який використовується на весіллях, називається overflødighedshorn (українською: ріг достатку) і має форму рогу достатку та наповнений шоколадними цукерками, печивом та іншими дрібними частуваннями. Іноді в центр ставлять пляшку вина або аквавіту, а торт прикрашають орнаментами, наприклад, хлопавками й прапорцями.
Часто на Різдво готують невеликі версії торта, які називаються крансекакестенгер (укр.: стрижні для торта з вінком). Торт готується, так само як і в оригінальному варіанті, але замість того, щоб формувати кільця, вони складаються на невеликі прямі порції 5—8 см (2—3 дюйм). Потім їх так само прикрашають білою глазур'ю, хоча їх також можна занурити в шоколад.

## Галерея

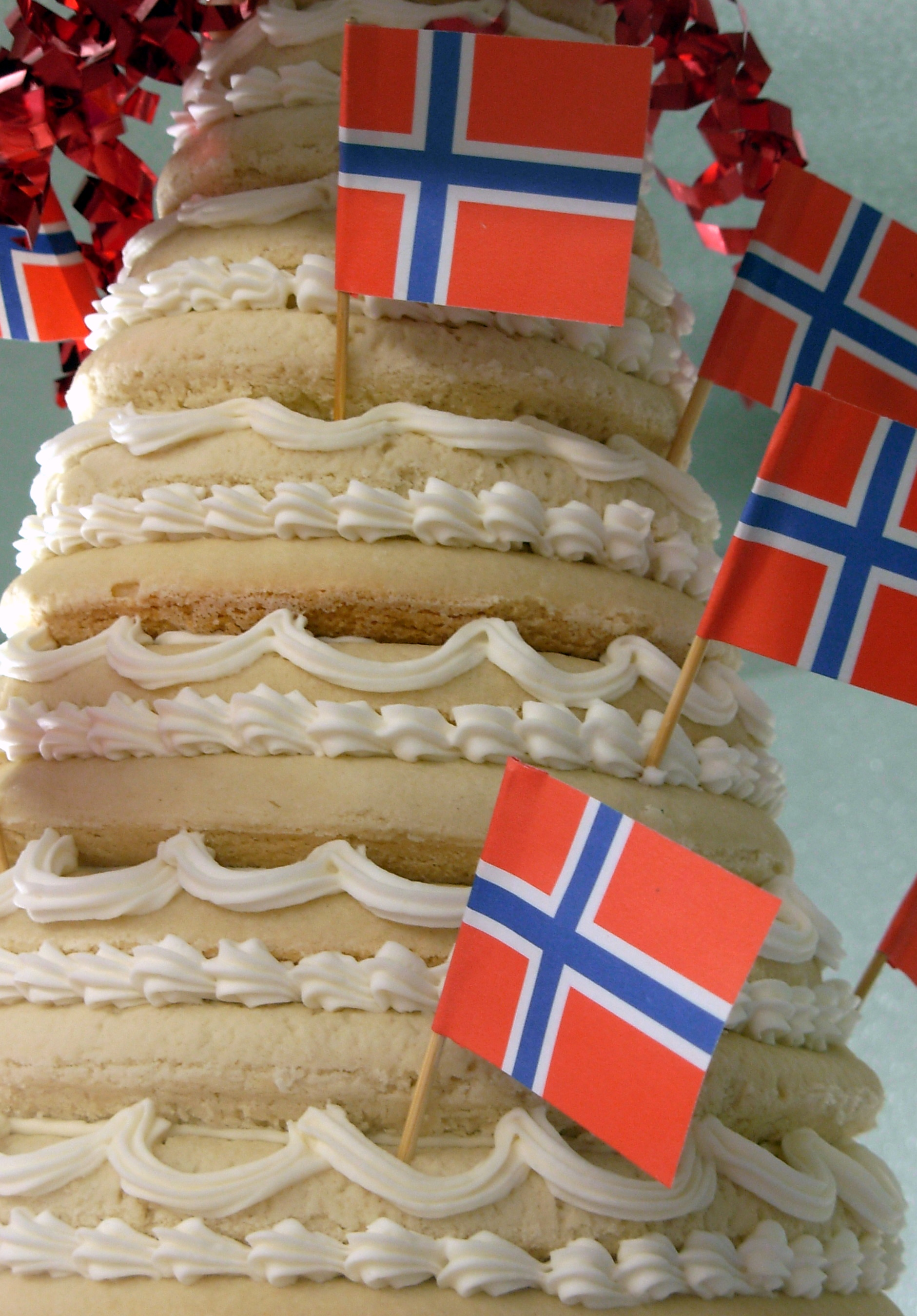
Великим планом крансекаґе, прикрашений норвезькими прапорами
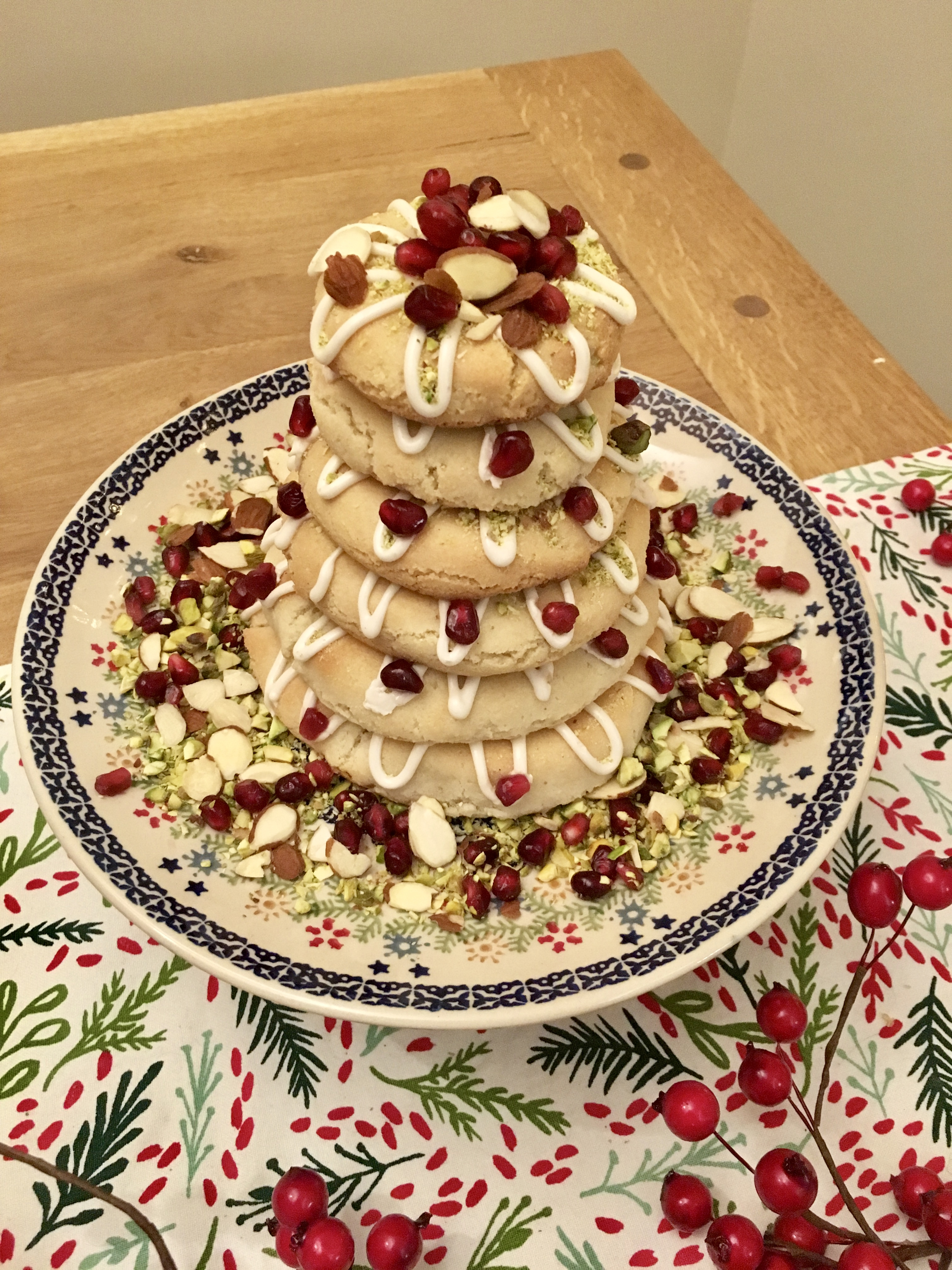
Невеликий крансекаґе, прикрашений горіхами та фруктами, а також традиційною білою глазур’ю
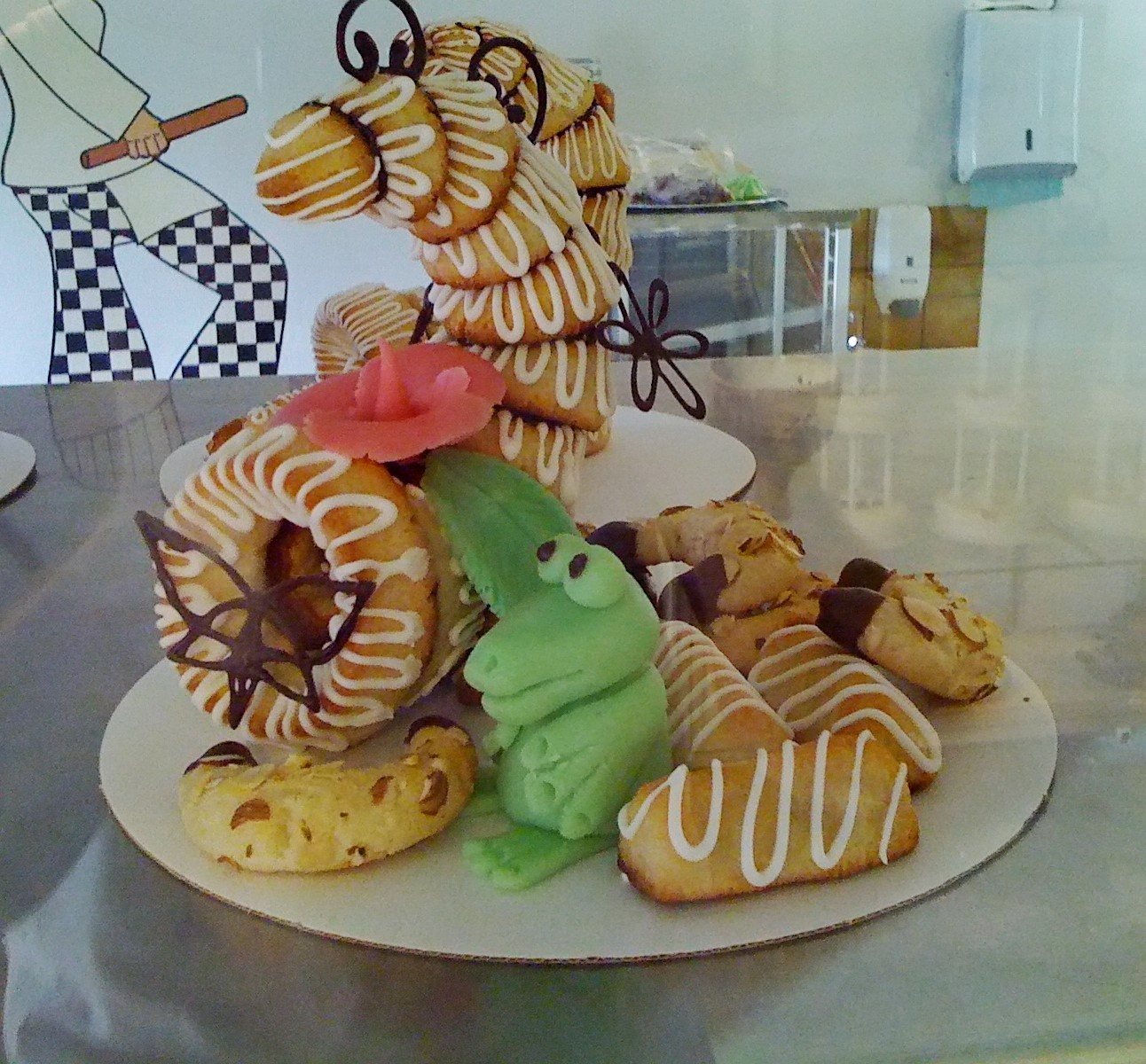
Сучасна, менша версія Overflødighedshorn, прикрашена сувоями з марципану та шоколаду (данською: Snirkel). Праворуч внизу є невеликі довгасті шматочки крансекаґе.
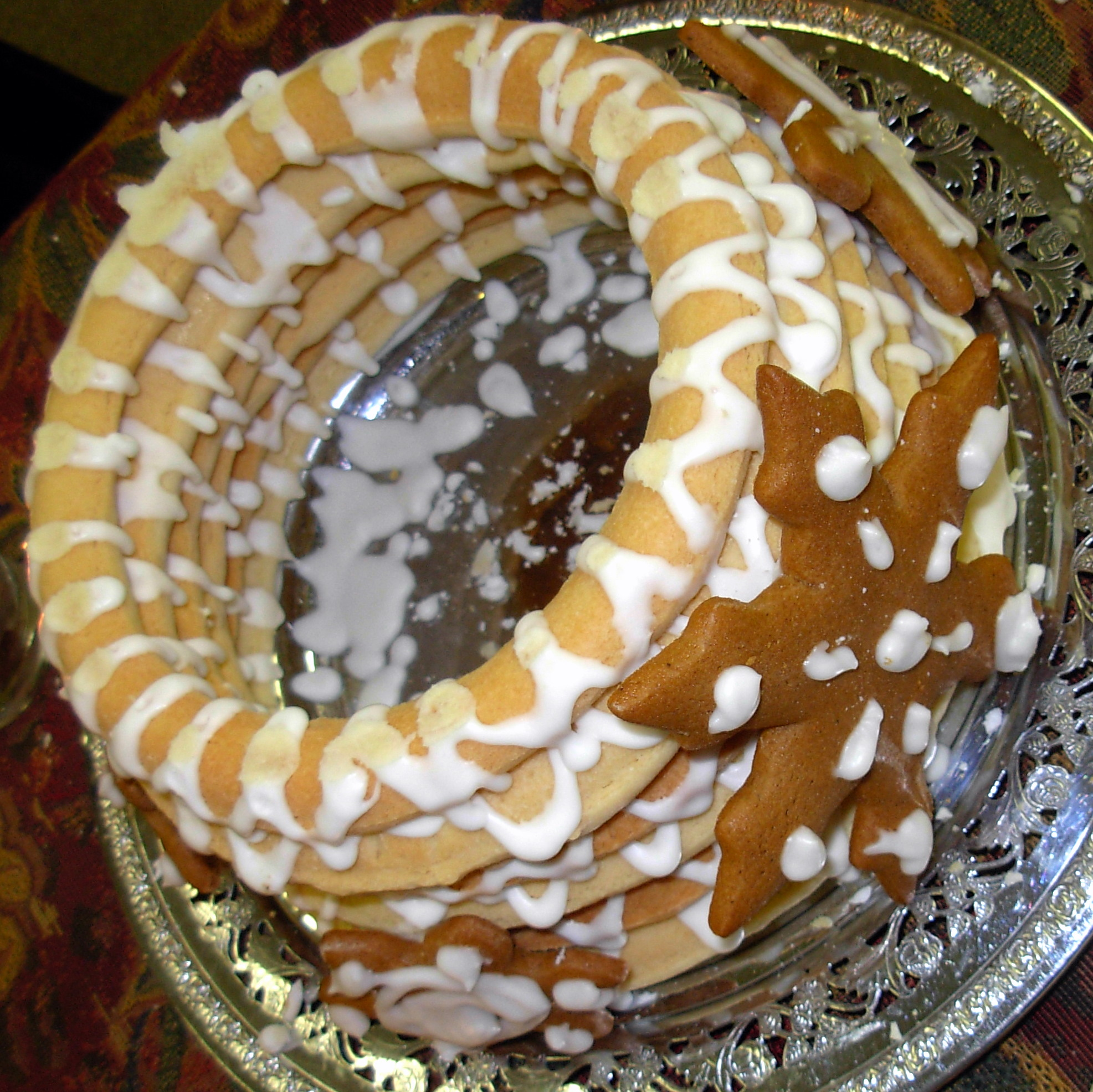
Кільце крансекаґе, прикрашене імбирним пряником